# Berna
Berna (en alemán, Bern [bɛrn]ⓘ; en francés, Berne; en italiano y romanche, Berna; en alemán de Berna, Bärn [b̥æːrn]) es una ciudad de Suiza. Tiene el estatus de "ciudad federal" (bundesstadt ) y como tal cumple la función de capital del país. Su población, a fines de 2023, es de 145 873 habitantes.
Es también capital del cantón homónimo.
El río Aar atraviesa la ciudad. La ciudad vieja de Berna está inscrita en la lista del Patrimonio de la Humanidad de la UNESCO desde 1983, gracias a su arquitectura medieval conservada a través de los siglos. El idioma oficial en Berna es el alemán, aunque el idioma más hablado es el alemán bernés, un dialecto del alto alemánico.
Según el Mercer 2011 Quality of Living Survey, Berna está en el noveno lugar entre las ciudades con mayor calidad de vida del mundo. La ciudad ostentó la sexta posición de las ciudades con mejor calidad de vida del mundo en 2003 y la novena en 2009.

## Etimología

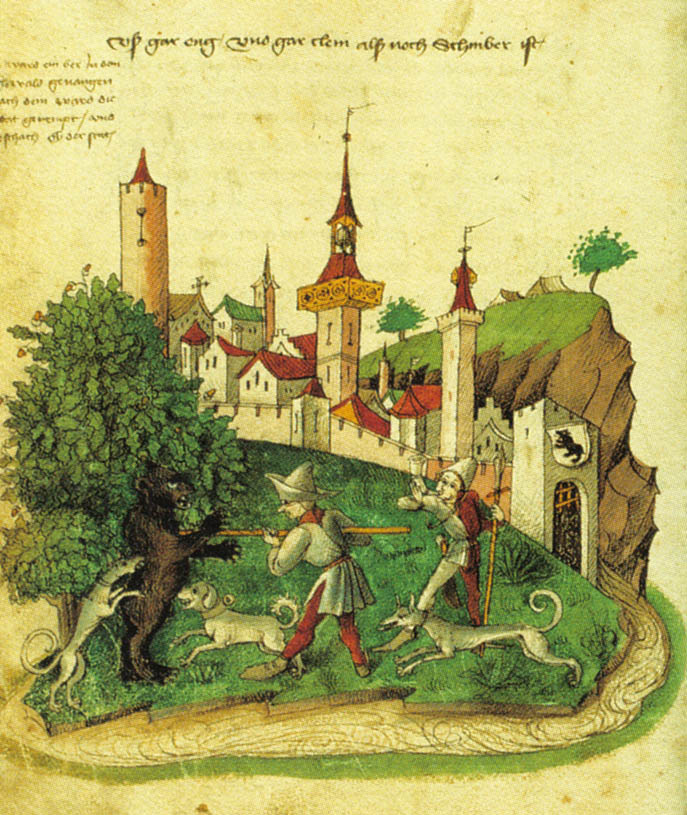
Historia de la fundación de la ciudad de Berna: el duque Berhtold von Zähringen mata al oso. Crónica de Tschachtlan. Manuscrito de la Biblioteca Central de Zúrich (MS. 120).

Berna es mencionada por primera vez en un documento fechado el 1 de diciembre de 1208.
Existen varias explicaciones sobre el origen del nombre de la ciudad, que aún no se ha aclarado, algunas de las cuales se basan en antiguas leyendas e interpretaciones.
La leyenda más conocida, basada en la etimología popular, es mencionada en la Crónica de la Ciudad de Berna (Chronik der Stadt Bern), escrita por Conrad Justinger en 1430. En ella, se relata que el duque Bertoldo V de Zähringen, fundador de la ciudad, prometió que le daría el nombre del primer animal que abatiese durante la cacería en los bosques circundantes. Este animal fue un oso (bär en alemán, pronunciado [bɛr]) de donde provino Bern. Si bien la conexión entre "oso" y Berna carece de base lingüística, ha sido recogida por el escudo de armas de la ciudad.
La hipótesis más probable deriva el topónimo de una palabra céltica, *berna que significa «grieta o hendidura». Este término, usado por una población galorromana, podría haber pasado al alemán.
En 1984 en el bosque de Thormenboden, a 4 km de la ciudad medieval y en un contexto arqueológico galorromano, se encontró una placa de zinc (conocida como Berner Zinktafel) con la siguiente inscripción en caracteres griegos: 

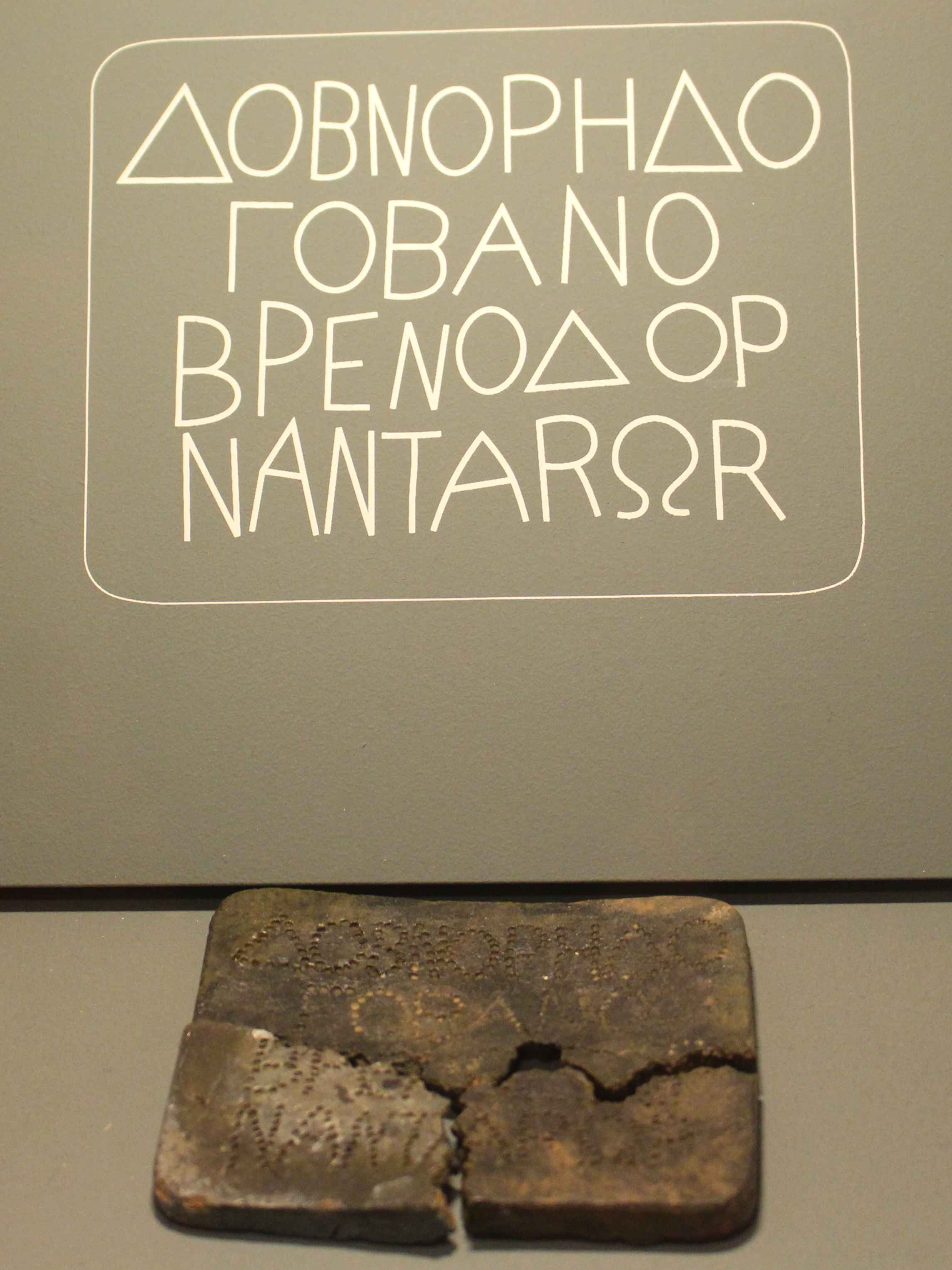
Berner Zinktafel o «Tablilla de Berna» es una lámina de zinc, encontrada en Berna (1984). La inscripción consta de cuatro palabras en caracteres griegos, cada una en su propia línea. Las letras están formadas por pequeños puntos impresos en el metal. Se exhibe en el Museo Histórico de Berna, el panel superior reproduce la inscripción y es parte de la muestra.

ΔΟΒΝΟΡΗΔΟ ΓΟΒΑΝΟ ΒΡΕΝΟΔΩΡ ΝΑΝΤΑΡΩΡ (Dobnoredo Gobano Brenodor Nantaror)
La lengua es gala y es un texto que honra al dios Gobannus, cuyo nombre significa simplemente "el herrero". Nantaror (de nanto- «valle profundo con un arroyo / río») se refiere al valle del Aar, Dobnoredo parece ser un epíteto de Gobannus, tal vez compuesto de dubno- «mundo» y rēdo- «viajar», es decir: «viajero del mundo». en cuanto a Brenodor, es un topónimo que designa a un asentamiento local. La inscripción significa, aproximadamente: "para Gobannus, el viajero del mundo, dedicado por la gente de Brennoduron en el valle de Arura ". Este hallazgo muestra que Brenodor es la forma más antigua de Berna, lo que refuerza la teoría de un origen celta. Sin embargo, la terminación -duron (latinizada como -durum) suele asociarse a nombres de persona, por lo que cabe interpretarla como Brenno-duro «ciudad de Brennus». Este era un nombre galo bastante común que no se relaciona necesariamente con Breno, el vencedor de Roma, o con Brenno, el líder de los gálatas.
Una hipótesis antigua, y ya descartada, sostenía que el nombre derivaba de la ciudad italiana de Verona, cuyo nombre en alto alemán medio es «Bern».

### ElBärengraben
Dado que el oso ha sido el símbolo de Berna, la ciudad posee un recinto llamado 'Bärengraben' , «Pozo del oso» situado en el extremo este de la  ciudad vieja de Berna, junto al Nydeggbrücke y el río Aar. Los primeros registros de osos en cautiverio en este lugar, y mantenidos por el erario público, provienen de 1513, cuando el cronista Valerius Anshelm describe a los berneses que regresaron victoriosos de la Batalla de Novara, llevando un oso vivo como botín de guerra.

## Geografía

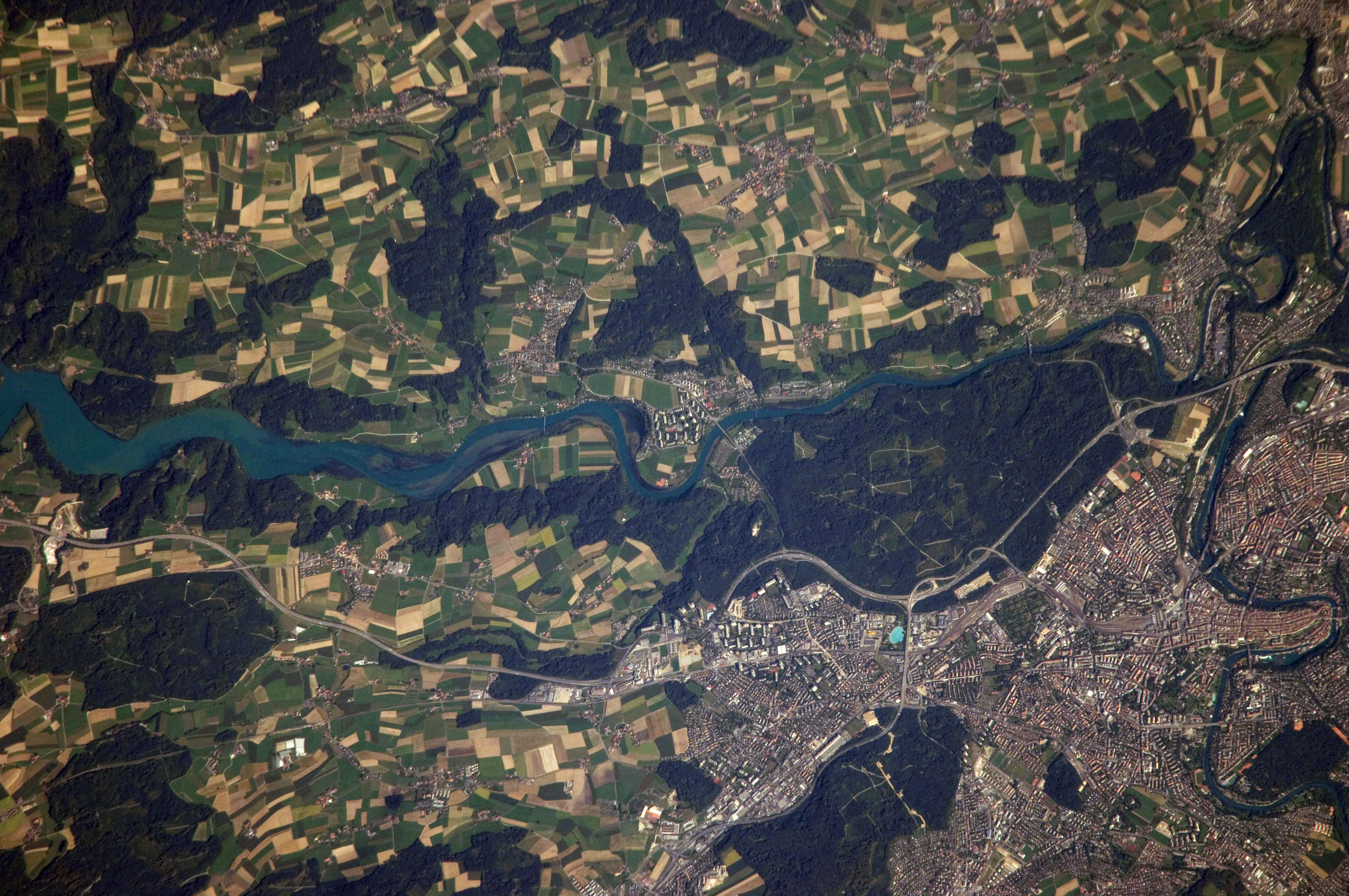
Vista satelital de la ciudad

Berna está ubicada geográficamente en la zona del Mittelland, en la meseta suiza. La ciudad se limitaba a su centro histórico encerrado entre un meandro del Aar y los muros de la ciudad hasta 1834. Con la apertura de los muros y la construcción de puentes para atravesar el río, la ciudad se expandió en todas direcciones. La ciudad limita al norte con las comunas de Frauenkappelen, Wohlen bei Bern, Kirchlindach, Bremgarten bei Bern, Zollikofen e Ittigen, al este con Ostermundigen y Muri bei Bern, al sur con Köniz y Neuenegg, y al oeste con Mühleberg y está situada en el distrito administrativo de Berna-Mittelland.
La comuna se divide en seis Stadtteile (distritos), a su vez subdivididos en Quartiere ('barrios'). Los barrios de Berna son: Engeried, Felsenau, Neufeld, Länggasse, Stadtbach, Muesmatt, Holligen, Weissenstein, Mattenhof, Monbijou, Weissenbühl, Sandrain, Kirchenfeld, Brunnadern, Murifeld, Schosshalde, Beundenfeld, Altenberg, Spitalacker, Breitfeld, Breitenrain, Lorraine, Bümpliz, Oberbottigen, Stöckacker, Bethlehem.
Las fuertes concentraciones de población de los barrios centrales y de Bümpliz-Bethlehem se ven contrarrestadas, al oeste del territorio comunal, por zonas rurales y grandes superficies forestales (bosques de Bremgarten y de Könizberg).
Berna es centro de una aglomeración en pleno crecimiento, conformada por 34 comunas (1990), desde Schalunen al norte hasta Wichtrach en el valle del Aar y a Kaufdorf en el valle del Gürbe, de Wünnewil-Flamatt (FR) al suroeste hasta Worb al este. Berna es un centro regional educacional, cultural y sanitario (once hospitales).

### Clima
Berna tiene un clima semicontinental, influenciado por su posición en la meseta suiza y su cercanía a los Alpes. Los inviernos son fríos con nevadas regulares, y veranos relativamente cálidos y húmedos. En promedio llueve alrededor de 85 mm por mes y 1000 mm por año, y en verano las precipitaciones son aproximadamente el doble que en invierno.
La temperatura media anual es de unos 9,3 °C para el período actual 1991-2010. En verano la temperatura media se sitúa entre 17 y 19 °C. El mes más cálido es julio con una temperatura media mensual de 18,8 °C. En invierno la temperatura media ronda los cero grados centígrados y el mes más frío es enero con una temperatura media de 0,2 °C.
| Parámetros climáticos promedio de Berna (Zollikofen), elevación: 553 m, normales 1991–2020, extremos 1901–presente | Parámetros climáticos promedio de Berna (Zollikofen), elevación: 553 m, normales 1991–2020, extremos 1901–presente | Parámetros climáticos promedio de Berna (Zollikofen), elevación: 553 m, normales 1991–2020, extremos 1901–presente | Parámetros climáticos promedio de Berna (Zollikofen), elevación: 553 m, normales 1991–2020, extremos 1901–presente | Parámetros climáticos promedio de Berna (Zollikofen), elevación: 553 m, normales 1991–2020, extremos 1901–presente | Parámetros climáticos promedio de Berna (Zollikofen), elevación: 553 m, normales 1991–2020, extremos 1901–presente | Parámetros climáticos promedio de Berna (Zollikofen), elevación: 553 m, normales 1991–2020, extremos 1901–presente | Parámetros climáticos promedio de Berna (Zollikofen), elevación: 553 m, normales 1991–2020, extremos 1901–presente | Parámetros climáticos promedio de Berna (Zollikofen), elevación: 553 m, normales 1991–2020, extremos 1901–presente | Parámetros climáticos promedio de Berna (Zollikofen), elevación: 553 m, normales 1991–2020, extremos 1901–presente | Parámetros climáticos promedio de Berna (Zollikofen), elevación: 553 m, normales 1991–2020, extremos 1901–presente | Parámetros climáticos promedio de Berna (Zollikofen), elevación: 553 m, normales 1991–2020, extremos 1901–presente | Parámetros climáticos promedio de Berna (Zollikofen), elevación: 553 m, normales 1991–2020, extremos 1901–presente | Parámetros climáticos promedio de Berna (Zollikofen), elevación: 553 m, normales 1991–2020, extremos 1901–presente |
| Mes | Ene. | Feb. | Mar. | Abr. | May. | Jun. | Jul. | Ago. | Sep. | Oct. | Nov. | Dic. | Anual |
| --- | --- | --- | --- | --- | --- | --- | --- | --- | --- | --- | --- | --- | --- |
| Temp. máx. abs. (°C)                                                                                               | 15.9 | 18.5 | 23.0 | 28.2 | 31.4 | 33.7 | 36.8 | 37.0 | 31.6 | 25.5 | 20.8 | 19.1 | 37.0 |
| Temp. máx. media (°C)                                                                                              | 3.4 | 5.2 | 10.3 | 14.5 | 18.6 | 22.5 | 24.6 | 24.2 | 19.4 | 14.0 | 7.7 | 3.8 | 14.0 |
| Temp. media (°C)                                                                                                   | 0.2 | 1.1 | 5.2 | 9.0 | 13.2 | 16.9 | 18.8 | 18.4 | 14.1 | 9.5 | 4.2 | 0.9 | 9.3 |
| Temp. mín. media (°C)                                                                                              | -2.9 | -2.8 | 0.3 | 3.4 | 7.6 | 11.3 | 13.0 | 12.9 | 9.2 | 5.5 | 1.0 | -2.1 | 4.7 |
| Temp. mín. abs. (°C)                                                                                               | -21.8 | -23.0 | -15.6 | -7.9 | -2.2 | 0.9 | 3.6 | 3.5 | -0.8 | -5.5 | -13.9 | -20.5 | -23.0 |
| Precipitación total (mm)                                                                                           | 60 | 56 | 65 | 78 | 112 | 102 | 108 | 112 | 87 | 86 | 77 | 78 | 1022 |
| Nevadas (cm) | 11 | 11 | 5 | 1 | 0 | 0 | 0 | 0 | 0 | 0 | 5 | 14 | 47 |
| Días de precipitaciones (≥ 1.0 mm)                                                                                 | 9.5 | 8.7 | 9.5 | 9.6 | 12.1 | 11.4 | 10.8 | 11.0 | 8.6 | 10.4 | 10.1 | 10.6 | 122.3 |
| Días de nevadas (≥ 1.0 cm)                                                                                         | 3.6 | 3.2 | 1.6 | 0.4 | 0.0 | 0.0 | 0.0 | 0.0 | 0.0 | 0.1 | 1.1 | 3.2 | 13.2 |
| Horas de sol | 66 | 94 | 151 | 179 | 197 | 223 | 245 | 228 | 175 | 119 | 66 | 53 | 1797 |
| Humedad relativa (%)                                                                                               | 84 | 79 | 73 | 70 | 72 | 72 | 71 | 73 | 79 | 84 | 86 | 86 | 77 |
| Fuente n.º 1: MeteoSwiss                                                                                           | | | | | | | | | | | | | |
| Fuente n.º 2: KNMI                                                                                                 | | | | | | | | | | | | | |

## Historia
Situada al borde de la baja meseta, el territorio de la comuna, donde el Aar describe varios meandros, se encontraba desde la época prehistórica sobre el eje de comunicación norte-sur, que desde Alsacia va hacia los pasos alpinos por el Jura y el Oberland. Pero la transversal este-oeste, más importante, iba por el pie del Jura y los lagos, al norte de la región central, dejando de lado la región bernesa.
En la época galo-romana, Berna tampoco se encontraba en la vía que unía el lago Lemán con Vindonissa, vía Aventicum y Petinesca, sino sobre el camino, suficientemente frecuentado, que seguía el Aar hacia el Oberland.

### Edad Media

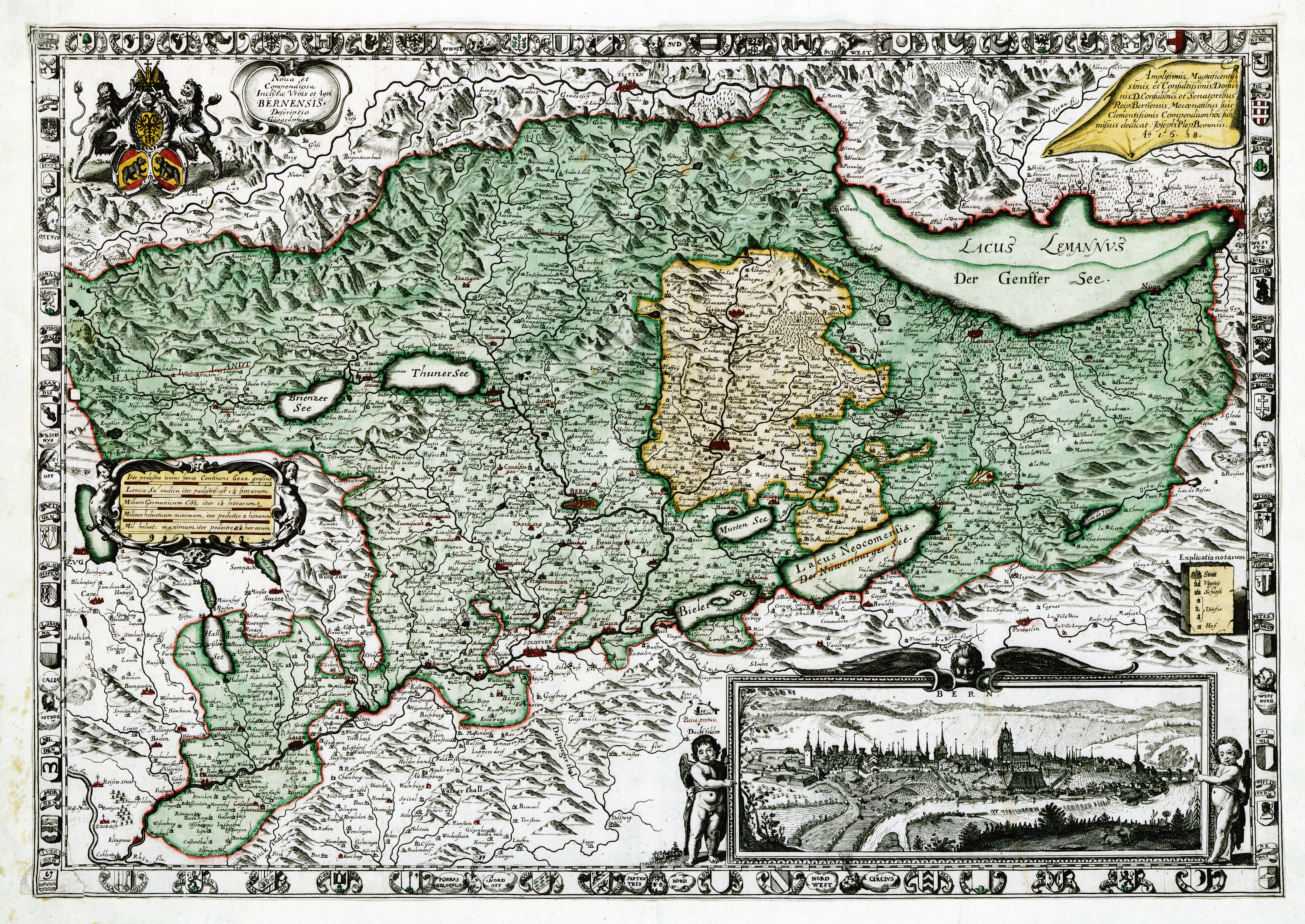
Extensión máxima de la ciudad-estado de Berna.

Las más antiguas fuentes que evocan la fundación de la ciudad, en 1191, son la Crónica de Berno (primera mitad del siglo XIV) y la crónica de Conrad Justinger (después de 1420). Berna debe su existencia a la dinastía de los Zähringer que, edificando ciudades y castillos, quería reforzar su posición en el espacio prealpino, de cara a los Hohenstaufen y a las familias nobles locales. El tramo del Aar, sitio en que fue fundada la ciudad, pertenecía al dominio real de Bümpliz.
A mediados del siglo XII la población era densa, pero aún se ignora si existía junto al castillo de Nydegg, construido por Bertoldo IV de Zähringen, un hábitat anterior a la fundación del burgo.
El duque Bertoldo V de Zähringen fundó la ciudad sobre tierras del Imperio, y le dio derechos de franquicia según el modelo de Friburgo de Brisgovia. Con la muerte del duque en 1218, la ciudad pasó a manos del Imperio (primera mención de su inmediación imperial en 1223) y obtuvo de Federico II del Sacro Imperio Romano Germánico una carta, llamada Goldene Handfeste, que la mayoría de los historiadores consideran una falsificación de la segunda mitad del siglo XIII. Este diploma enumera los derechos, confirmados en 1274 por Rodolfo I de Habsburgo. Adolfo de Nassau confirmaría y alargaría las franquicias en 1293. La Constitución fue modificada en 1294: el pueblo elige a los Dieciséis, que designan el nuevo Consejo de los Doscientos o Gran Consejo. Los Dieciséis y los Doscientos controlan el Pequeño Consejo y al representante ante el Imperio.
Reyes y emperadores confirmaron esta Constitución desde el siglo XIV, y Carlos IV y Wenceslao otorgaron privilegios suplementarios. En 1353, Berna se convirtió en el octavo cantón de la Confederación Helvética.

### Restauración
La confusión entre la ciudad y el cantón desde el punto de vista administrativo y financiero cesó con el Antiguo Régimen. En 1803, una comisión federal procedió a la repartición de la fortuna. La dote atribuida a la ciudad generó algunas disputas con el cantón, que durarían hasta 1841.
Bajo la Mediación, las autoridades municipales estaban compuestas de un Gran y de un Pequeño Consejo, las corporaciones servían como órganos electorales. La Restauración logró conservar un Gran Consejo municipal de 200 miembros, que junto con las trece corporaciones elegía una administración de 35 miembros.
La Constitución de 1831 quita toda preponderancia a la ciudad de Berna sobre el cantón. Se constituyó una comuna política en 1832; todo ciudadano domiciliado y que poseyera una cierta fortuna, tenía derecho a votar. El número de electores fue creciendo gracias a la fuerte inmigración y a las leyes federales y cantonales promulgadas en 1852, 1859 y 1861, que extendían el derecho de voto. Las mujeres obtuvieron la igualdad política en 1968 y la mayoría del Consejo Comunal de 1993 a 1996. La edad de derecho al voto pasó de 20 a 18 años en 1988.
Contrariamente a Zúrich, Berna incorporó una comuna, Bümpliz, en 1919. Las negociaciones con otras, como Ostermundigen y Bolligen, han sido todas en vano. Berna se convirtió en capital federal en 1834. En 2010 dejó de ser la capital del distrito de Berna tras su disolución y su integración en el nuevo distrito administrativo de Berna-Mittelland.

## Transportes
Ferrocarril
La fiebre ferroviaria de los años 1850 protege a Berna, que se deja unir pasivamente a la compañía basiliense Central-Suisse. Con origen en Olten, esta línea terminaba en 1857 en Wylerfeld por falta de un puente. La línea de Thun fue abierta al tráfico en 1859, la de Friburgo en 1860.
Los Ferrocarriles Estatales Suizos (SBB-CFF-FFS), que tuvieron que integrar a la compañía Este-Oeste en bancarrota, inauguraron satisfactoriamente las líneas de Biel/Bienne y de Langnau.
- Línea ferroviaria Zúrich - Olten - Berna - Friburgo - Lausana - Ginebra
- Línea ferroviaria Basilea - Olten - Berna - Thun - Brig - Milán
- Línea ferroviaria Berna - Zofingen - Lucerna
- Línea ferroviaria Berna - Burgdorf - Soleura
- Línea ferroviaria Berna - Lyss - Biel/Bienne
- Línea ferroviaria Berna - Neuchâtel - París

Transportes urbanos
- Sistema de autobuses y tranvías urbanos (Bernmobil)
- Funicular Märzili - Ciudad

Autopistas
- Autopista A1,  32 Bern Brünnen, 33 Bern Bethlehem, 34 Weyermannhaus, 35 Bern-Forsthaus, 36 Bern-Neufeld, 37 Bern-Wankdorf
- Autopista A6,  11 Bern-Wankdorf, 12 Bern-Ostring
- Autopista A12,  12 Bern-Bümpliz

## Población
Si desde 1831 la ciudad ha perdido su preponderancia política, su peso demográfico y económico no ha cesado de aumentar. Su parte en la población del cantón pasó de 6% en 1850 a 13% en 1910, 20% en 1960 y 35% en 1990 (toda la aglomeración). Solamente en 1870 la tasa de natalidad sobrepasa la de mortalidad, aunque la inmigración sigue siendo un factor de crecimiento importante.
Según el censo de 2014, en ese momento vivían en Berna 138 410 personas, de las que un 23.2% eran extranjeros. Desde el año 2000 al 2010 la población aumentó un 0.6%. La inmigración se incrementó en un 1.3%, mientras que los nacimientos y muertes cayeron un 2.1%.
La mayoría de la población hablaba alemán (104 465 u 81.2%) como lengua materna. El italiano era el segundo idioma más común (5062 o 3.9%) y el francés era el tercero (4,671 o 3.6%). Había 171 personas que hablaban romanche.

### Evolución demográfica
La evolución demográfica de Berna se presenta en la siguiente tabla:
| Datos históricos de población | Datos históricos de población | Datos históricos de población | Datos históricos de población | Datos históricos de población | Datos históricos de población | Datos históricos de población | Datos históricos de población            | Datos históricos de población | Datos históricos de población | Datos históricos de población | Datos históricos de población |
| Año                           | Población total               | Germanoparlantes              | Francófonos                   | Protestantes                  | Católicos                     | Judíos                        | Católicos De la Iglesia católica antigua | Otras religiones o sin datos  | Sin religión                  | Suizos                        | Extranjeros                   |
| ----------------------------- | ----------------------------- | ----------------------------- | ----------------------------- | ----------------------------- | ----------------------------- | ----------------------------- | ---------------------------------------- | ----------------------------- | ----------------------------- | ----------------------------- | ----------------------------- |
| 1700                          | 14,219                        |                               |                               |                               |                               |                               |                                          |                               |                               |                               |                               |
| 1730                          | 15,932                        |                               |                               |                               |                               |                               |                                          |                               |                               |                               |                               |
| 1764                          | 14,515                        |                               |                               |                               |                               |                               |                                          |                               |                               |                               |                               |
| 1798                          | 12,186                        |                               |                               |                               |                               |                               |                                          |                               |                               |                               |                               |
| 1818                          | 18,997                        |                               |                               |                               |                               |                               |                                          |                               |                               |                               |                               |
| 1837                          | 24,362                        |                               |                               |                               |                               |                               |                                          |                               |                               |                               |                               |
| 1850                          | 29,670                        |                               |                               | 27,986                        | 1,478                         |                               | 206                                      |                               |                               | 28,009                        | 1,661                         |
| 1880                          | 44,087                        | 41,784                        | 1,875                         | 39,948                        | 3,456                         |                               | 387                                      | 296                           |                               | 40,463                        | 3,624                         |
| 1910                          | 90,937                        | 83,144                        | 4,566                         | 78,234                        | 9,650                         |                               | 1,056                                    | 1,997                         |                               | 81,335                        | 9,602                         |
| 1930                          | 111,783                       | 102,444                       | 6,378                         | 95,600                        | 13,280                        |                               | 854                                      | 2,049                         |                               | 104,864                       | 6,919                         |
| 1950                          | 146,499                       | 129,781                       | 10,262                        | 118,823                       | 23,295                        | 1,089                         | 792                                      | 2,500                         |                               | 139,367                       | 7,132                         |
| 1970                          | 162,405                       | 133,737                       | 8,041                         | 115,779                       | 41,374                        | 635                           | 561                                      | 4,056                         |                               | 139,873                       | 22,532                        |
| 1990                          | 136,338                       | 110,279                       | 5,236                         | 79,889                        | 36,723                        | 335                           | 334                                      | 19,057                        | 10,006                        | 112,599                       | 23,739                        |

## Economía
En 2008, el número total de empleos a tiempo completo era de 125.037. El número de empleos en el sector primario fue de 203, de los cuales 184 fueron en la agricultura y 19 en la silvicultura o la producción de madera. El número de empleos en el sector secundario fue de 15.476 de los cuales 7.650 (49,4%) pertenecían al sector manufacturero, 51 empleados (0,3%) pertenecían a la minería y 6.389 empleados (41,3%) se encontraban en la construcción. El número de empleos en el sector terciario fue de 109.358. En este sector, 11.396 personas (10,4%) estaban empleadas en la venta y reparación de vehículos de motor, 10.293 (9,4%) estaban en el movimiento y almacenaje de mercancías, 5.090 (4,7%) trabajaban en un hotel o restaurante, 7.302 (6,7%) pertenecían a la industria de la información, 8.437 personas (7,7%) eran empleadas de seguro o de la industria financiera, 10.660 (9,7%) eran profesionales técnicos o científicos, 5.338 empleados (4,9%) estaban trabajando en la educación y el 17.903 (16,4%) estaban encargados del área sanitaria.

## Política
Berna es dirigida por la Gemeinderat, un consejo ejecutivo con cinco miembros, siendo uno de ellos el propio alcalde de la ciudad (Stadtpräsident). El Parlamento de Berna tiene 80 miembros y es llamado Stadtrat. Tanto el legislativo como el ejecutivo son elegidos por representación proporcional para mandatos de un máximo de cuatro años.

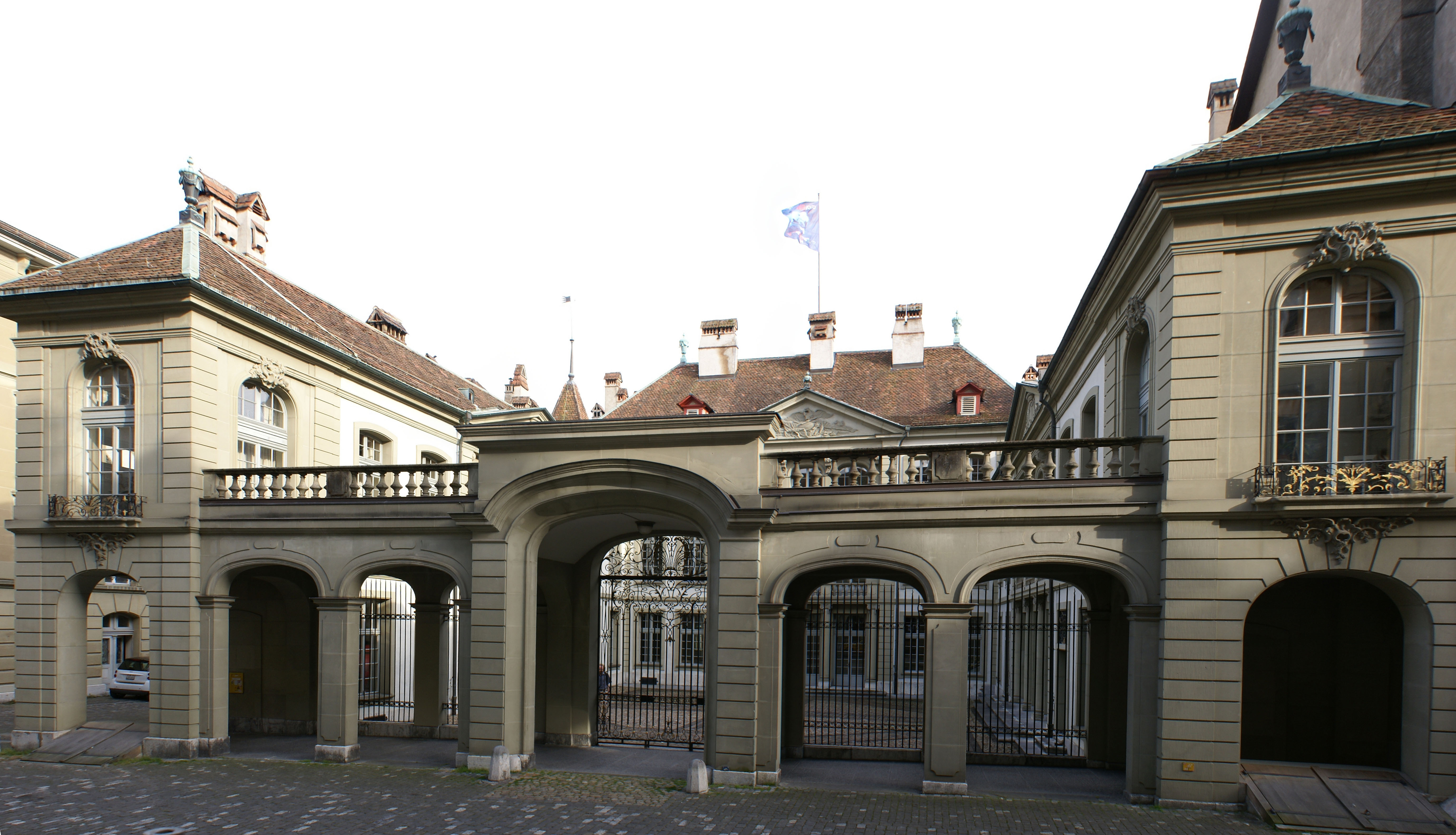
Erlacherhof, sede del consejo ejecutivo de Berna.

Un miembro del consejo municipal es elegido directamente por los votantes como alcalde. Dirige la oficina presidencial y preside las reuniones del consejo local. También representa a la ciudad en el exterior.  Alec von Graffenried, de la GFL (Lista Verde Libre de la Ciudad de Berna), que integra el partido Los Verdes, es el alcalde desde 2017. La sede del Gemeinderat es el Erlacherhof.
Los 80 miembros del Parlamento de la Ciudad pertenecen a 15 partidos políticos diferentes, de los cuales el más numeroso es el Partido Socialista Suizo, con 22 representantes, seguido por la izquierdista Alianza Verde, con 10; la GFL (Los Verdes), con 8, y los Verdes Liberales y el Partido Popular Suizo, con 7 escaños. El Stadtrat se reúne las noches de los jueves en el Rathaus (Cámara Municipal).

## Cultura
Capital del cantón y ciudad federal desde 1848, Berna es la sede del ejecutivo y del legislativo de la Confederación Helvética, de las autoridades cantonales y de una gran parte de las administraciones federal y cantonal.
Berna alberga también varias instituciones culturales de la Confederación (como los Archivos Federales y la Biblioteca Nacional Suiza) y del cantón (Universidad de Berna y tribunal), 
Berna es una ciudad administrativa y de funcionarios, con un sector terciario particularmente desarrollado, y también una ciudad universitaria, de congresos y turística.

### Lugares de interés
- Catedral (Münster)
- Ciudad vieja con sus arcadas
- Torre del reloj
- Ayuntamiento (Rathaus)
- Palacio Federal
- Palacios de Bümpliz
- Zentrum Paul Klee, diseñado por Renzo Piano
- Casa de Einstein, donde el físico residió entre 1903 y 1905

## Religión
De acuerdo al censo del año 2018, en ese momento 70.455 (65,9%) personas eran miembros de la Iglesia Reformada de Suiza, mientras que 16.510 personas (12,5%) eran católicas. Del resto de la población, 1874 personas (1,46%) adherían a la Iglesia ortodoxa, 324 personas (0,25%) eran judíos, 4.907 personas (3,81%) musulmanes. Había 629 personas que eran budistas, 1430 personas que eran hindúes y 177 personas que profesaban otras religiones; 16.363 (aproximadamente 12,72% de la población) no pertenecía a ninguna iglesia, o bien, eran agnósticos o ateos, y 7.855 personas (6,11% de la población) optaron por no responder a la pregunta.

## Deportes

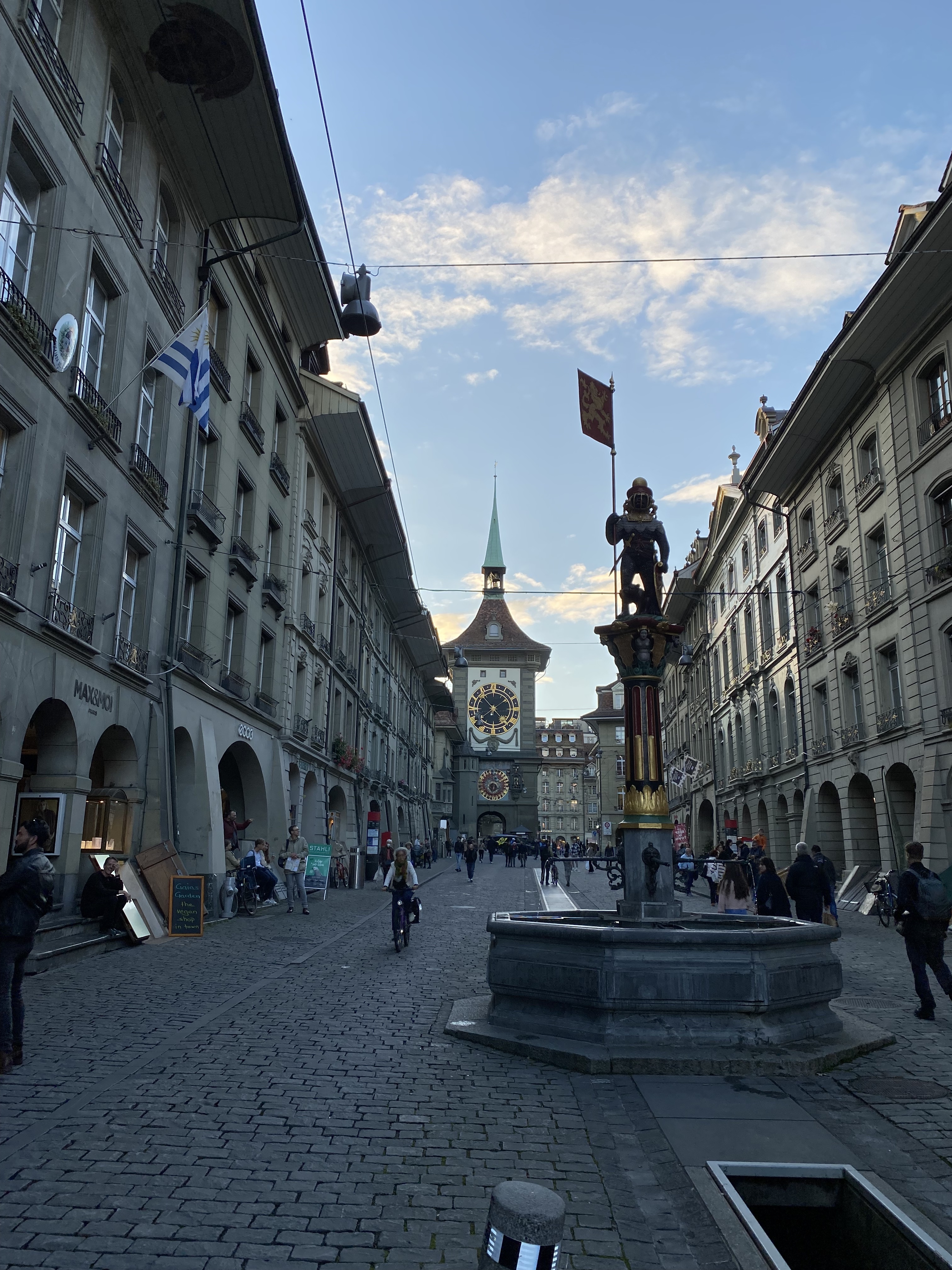
Calle de la ciudad vieja de Berna

La ciudad ha sido organizadora de varios torneos de cierta envergadura internacional, entre ellos: los Campeonatos mundiales de hockey sobre hielo de 1971, 1990 y 2009, el campeonato Europeo de Patinaje Artístico sobre Hielo de 2011 y el Campeonato Europeo de Gimnasia Artística de 2016. La ciudad también fue organizadora de la Copa Mundial de Fútbol de 1954, así como de la Eurocopa 2008. Entre otras cosas, la ciudad fue candidata para ser la sede de los Juegos Olímpicos de Invierno de 2010, pero un referéndum acabó con el proyecto.
- Equipo de fútbol BSC Young Boys
- Estadio Stade de Suisse
- Equipo de hockey sobre hielo SC Berna

## Personalidades
- Hans Albert Einstein, ingeniero, hijo de Albert Einstein
- Jeremias Gotthelf, poeta
- Albrecht von Haller, científico
- Ferdinand Hodler, pintor
- Emil Theodor Kocher, cirujano
- Bernhard Luginbühl, escultor
- Alain Sutter, futbolista
- Adolf Wölfli, pintor
- Johann David Wyss, escritor
- Silvia Espigado, actriz española
- Elio González, actor español

## Hermanamientos
La ciudad de Berna no tiene ninguna asociación municipal formal. Se prefieren asociaciones de proyectos bilaterales o multilaterales con otras ciudades o regiones para intercambiar conocimientos sobre temas específicos.